# Дакриолитиаз

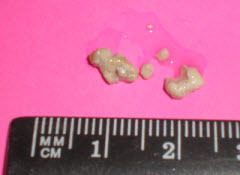
Дакриолиты — слёзные камни

Дакриолитиаз (англ. dacryolithiasis) — процесс образования дакриолитов.
Различные хронические заболевания слезных путей, при которых затруднен или невозможен отток слезы, приводят к её застою и кальцификации, в результате которой образуются слезные конкременты — дакриолиты (dacryolith).
Дакриолиты (слезные камни) могут возникать в любой части слезной системы, чаще у мужчин. Хотя патогенез не совсем ясен, предполагают, что вторичный застой слезы при воспалительной непроходимости может ускорить формирование дакриолитов и сквамозной метаплазии эпителия слезного мешка.

## Особенности
Дакриолиты, как правило, бессимптомны. Их могут обнаружить во время дакриоцисториностомии.
Некоторые пациенты (обычно преклонного возраста) жалуются на непостоянное слезотечение, частое обострение дакриоцистита и растяжение слезного мешка.

## Признаки
Слезный мешок увеличен и достаточно твердый, но не воспаленный и мягкий, как при остром дакриоцистите.
Рефлюкс слизи при надавливании не обязателен.

## Лечение
Включает массаж, промывание слезных путей и зондирование; при полной непроходимости показана дакриоцисториностомия.